# كاتدرائية ولز
كاتدرائية ولز هي كاتدرائية أنجليكية تقع في مدينة ولز، إنجلترا.